# Ялмонт
Ялмонт (Ялмонть) — бывшее село, располагавшееся в Рязанской области.

## География
Село находилось на мысу между озером Святое, озером Дубовое и протокой реки Пры в озеро Шагара, возле деревни Дрошино, напротив деревень Ефремово и Подсвятье.

## История

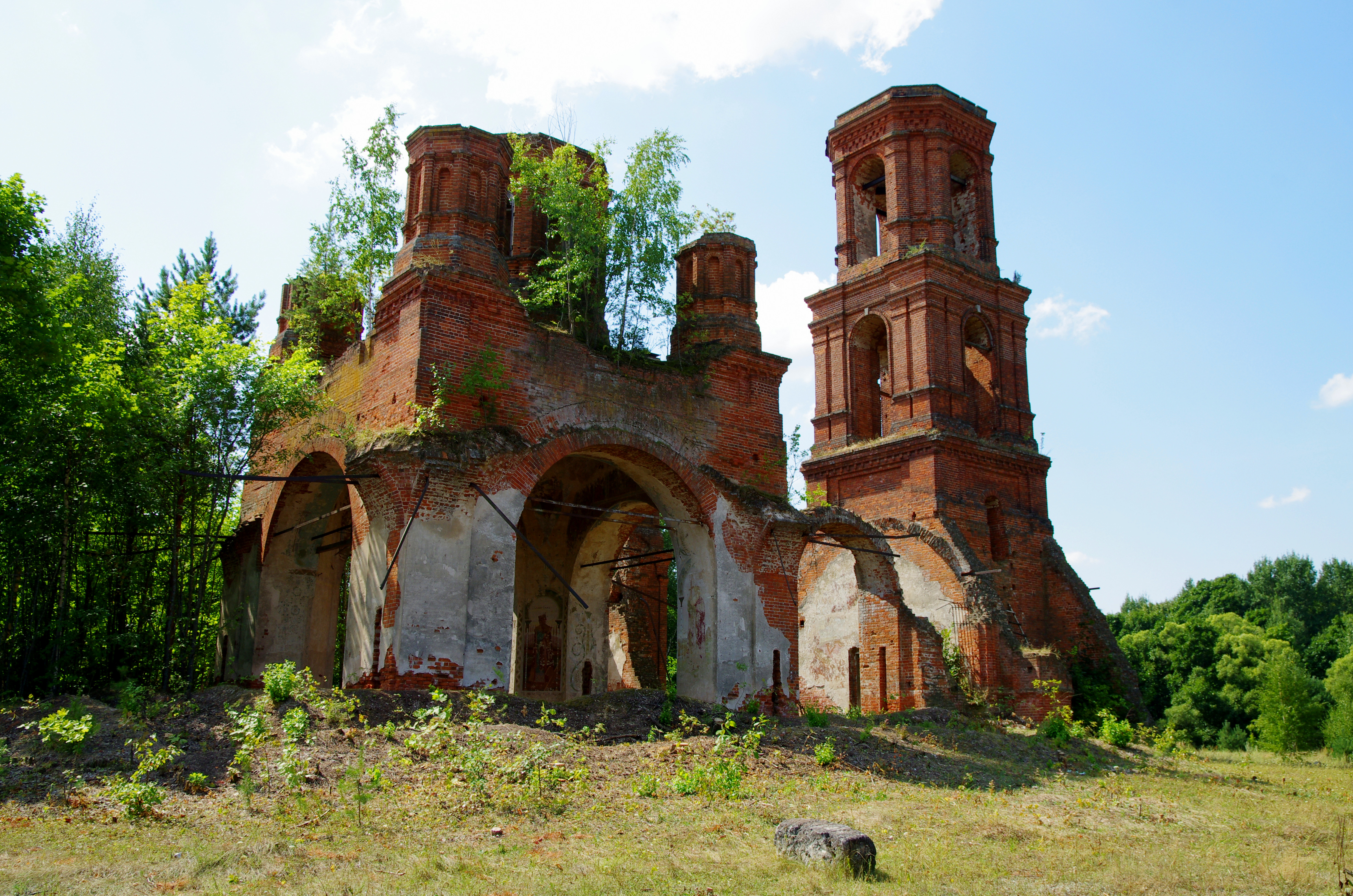
Церковь Николая чудотворца

Село Ялмонт в качестве погоста упоминается в списке с Владимирских писцовых книг князя Василия Крапоткина в 1637 г. На погосте имелись деревянные церкви Николы чудотворца и Параскевы Пятницы. В дозорных книгах за 1681 год в селе упоминается уже только одна церковь Николая чудотворца.
В 1905 году село относилось к Архангельской волости Егорьевского уезда Рязанской губернии и имело 9 дворов при численности населения 66 человек. В селе проживало духовенство местной церкви. В селе имелась церковно-приходская школа.
В конце XIX — начале XX века вместо сгоревшей в 1890 году деревянной в селе была отстроена каменная церковь Николая чудотворца с приделами Ильинским, Богородице-рождественский, Собора Предтечи и Крещения Господня. В 1930-х годах храм был закрыт, священник и дьякон репрессированы. К концу XX века село было заброшено и разрушено. По состоянию на 2024 год на месте села находится только восстановленный Никольский храм. В октябре прошло великое освящение Никольского храма.